# Дифенбејкер
Дифенбејкер (енгл. Lake Diefenbaker) је вештачко бифуркационо језеро у јужном делу канадске провинције Саскачеван. Настало је преграђивањем речних корита Јужног Саскачевана (брана Гардинер) и Капела (брана Капел). Радови су почели 1959. а језеро је испуњено водом 1967. године. Највећа је водена површина у Јужном Саскачевану (језеро Ласт Маунтин је пак највеће природно језеро у регији).
Дужина језера је до 225 км, ширина до 6 км, а обалска линија је дуга око 800 км. Максимална дубина језера је 66 метара, а ниво воде варира на годишњем нивоу између 3 и 9 метара. 
Градњом језера решен је проблем великих поплава у делу тока уз Јужни Саскачеван, док је са друге стране решен проблем губитка воде реке Капел у летњим месецима. Воде из језера се данас користе за наводњавање и снабдевање околних градова водом за пиће.
Језеро је име добило по некадашњем канадском премијеру Џону Дифенбејкеру.